# Karel Slavoj Amerling

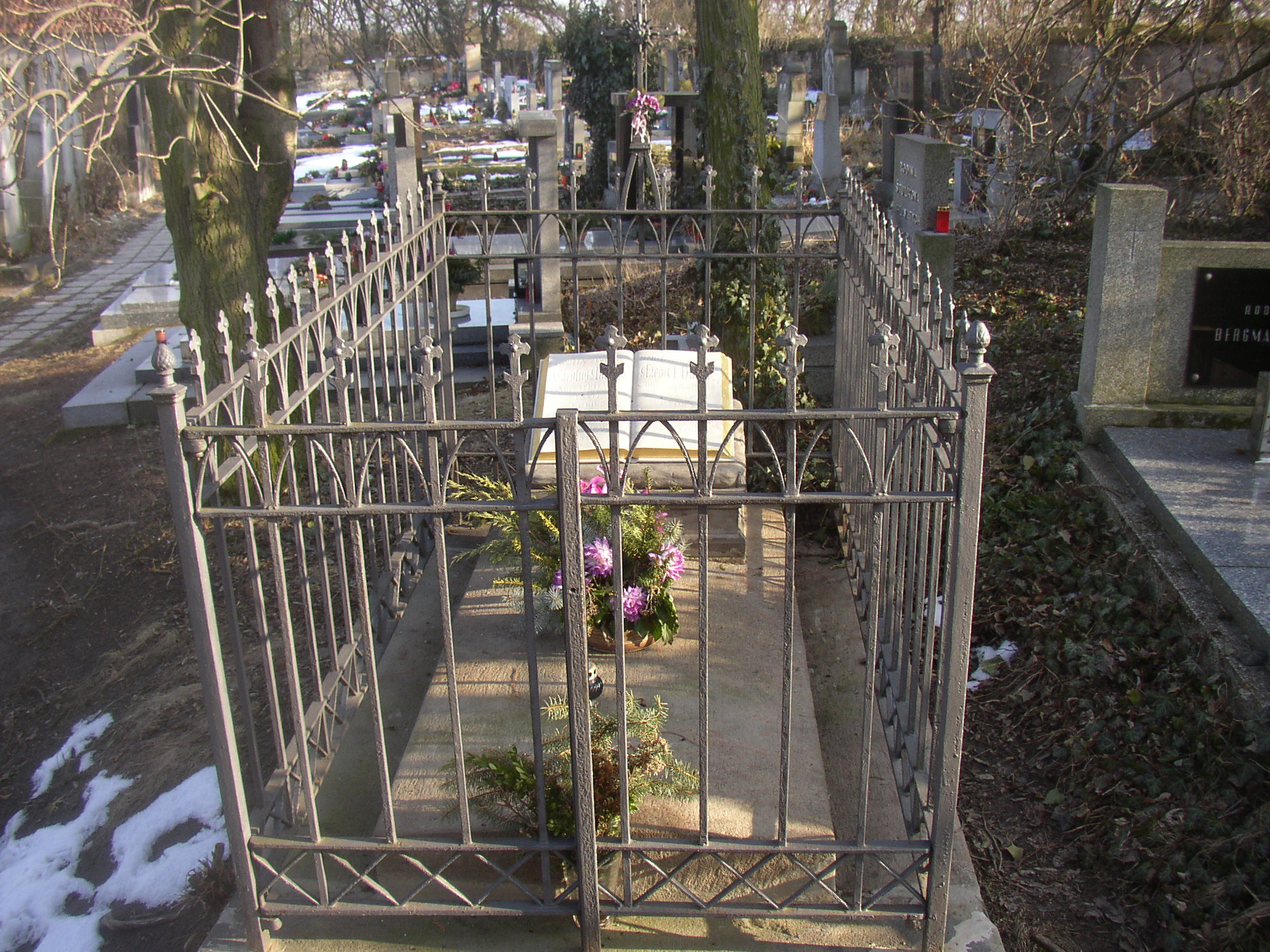
Hrob Karla Slavoje Amerlinga a jeho ženy Františky Svatavy v Budči

Karel Slavoj Amerling (18. září 1807 Klatovy – 2. listopadu 1884 Praha-Hradčany) byl český pedagog, filozof a lékař, zakladatel novátorského všeobecně vzdělávacího ústavu Budeč vlastní koncepce, který však finančně zkrachoval (1839–1848), autor vlastní universalistické filosofie označované jako diasofie (česky průvěda), svérázný polyhistor, známý a přítel mnoha významných českých osobností své doby (např. Boženy Němcové, Antala Staška, Petra Mužáka).

## Život
Karel Amerling (jméno Slavoj si po dobovém vlasteneckém zvyku přidal později) přišel na svět jako syn hostinského Jana Amerlinga a jeho druhé manželky Anny Jelínkové. Byl vychován v rodině svého dědečka, nedostudovaného teologa, od něhož se naučil základy latiny a řečtiny. Po studiu na gymnáziu v Klatovech a univerzitě v Praze získal roku 1836 titul doktora medicíny. Během studií a krátce po nich spolupracoval s tehdejšími předními českými vědci – nejprve jako asistent Jana Svatopluka Presla na univerzitě. Potom nastoupil jako tajemník a správce sbírek hraběte Kašpara Šternberka, a tak se stal spolupracovníkem Vlastenského muzea.

### Budeč

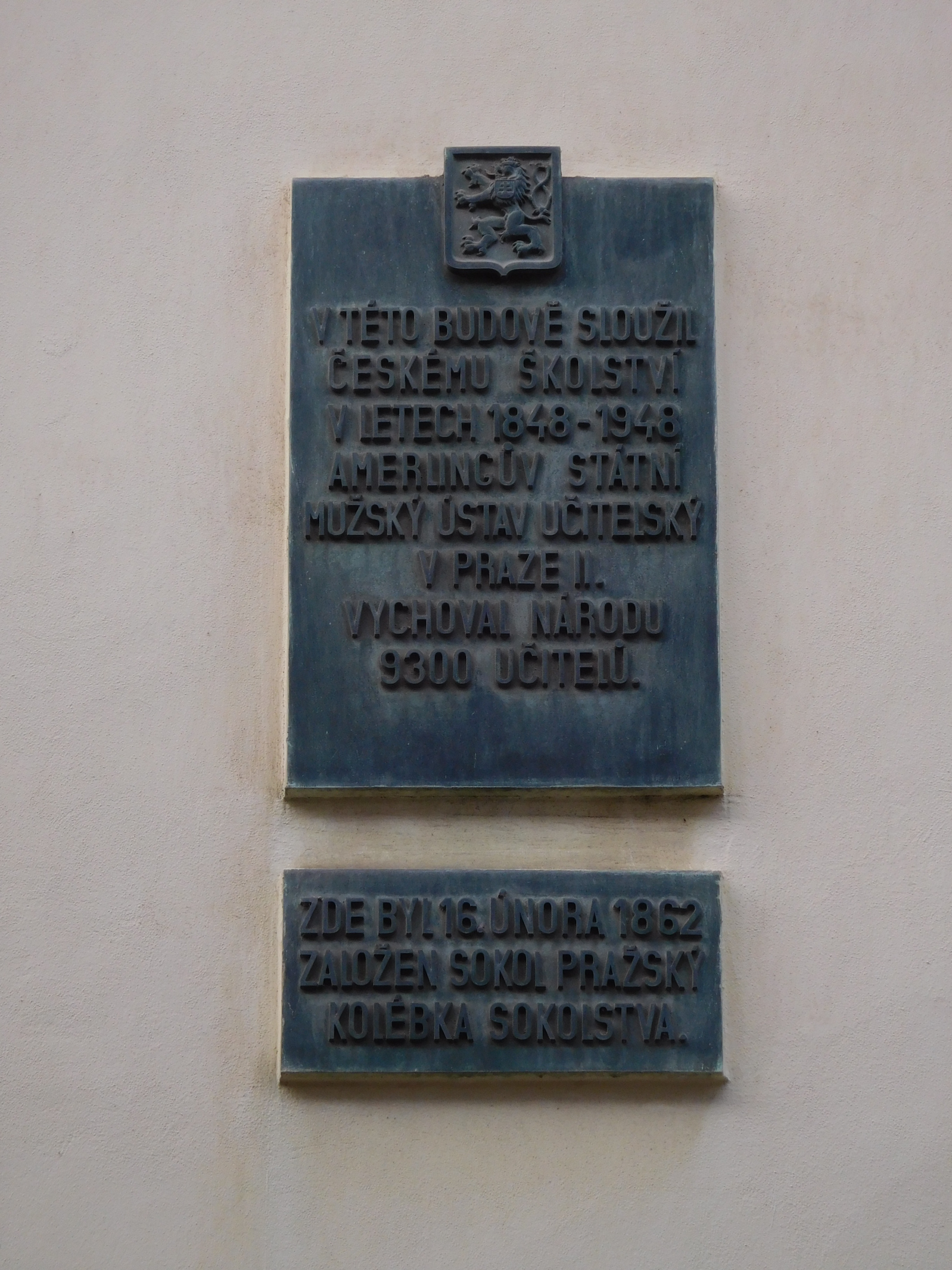
Pamětní deska učitelského ústavu v Panské ulici v Praze

Po čase začal provozovat soukromou lékařskou praxi, ale soustavně se čím dál více zaobíral svým celoživotním zájmem, snahou organizovat vzdělávání českého učitelstva, zlepšit a zpřístupnit vzdělání všem. V roce 1839 založil v domě čp. 525/II na nároží ulic Žitné a V tůních na Novém Městě v Praze vzorovou školu, nazvanou Budeč. Název byl inspirován tradicí, podle níž mělo být přemyslovské hradiště Budeč sídlem nejstarší školy v Čechách. Slavnostního položení základního kamene školy se zúčastnili mj. František Palacký a Jan Svatopluk Presl. Přestavbou bývalého řeznického domku tam vznikla třípatrová stavba. Byla završena dřevěnou věží pro astronomickou pozorovatelnu, která byla vybavena hvězdářským dalekohledem a meteorologickými přístroji. Na půdě školy se sušily léčivé rostliny. Škola byla vybavena tiskařskou dílnou a chemickou laboratoří. Přístup do školy měly také dívky a ženy. Interiéry byly vyzdobeny obrazy ve tvaru lunet. Školu obklopovala zahrada se skleníky, o kterou se starali sami žáci. Vyučování bylo určeno pro stávající i budoucí učitele, ale také pro řemeslníky. Vyučováním žen byla pověřena Bohuslava Rajská. V plánu bylo zřízení tělocvičny a rozšíření areálu na východ až k městským hradbám. Velkorysý a na svou dobu nebývale vybavený projekt se však záhy ukázal být příliš finančně náročný a skončil v konkursu. Amerling špatně vedl účetnictví a byl i nařčen z osnování spiknutí proti monarchii. Dům koupil hrabě Lev Thun, z úcty k Amerlingovi mu ale nadále poskytoval bydlení.

### Česká hlavní škola
Porady učitelů, zprvu pražských, později za účasti až stovek přespolních, které Amerling ve 40. letech začal pořádat, se postupně dočkaly úředního schválení a od roku 1848 se staly přímo pravidelným a úředně nařízeným postupem, který významně přispíval ke zkvalitnění pedagogické práce. Téhož roku byl Amerling jmenován ředitelem první české hlavní školy v Praze, pořádající jednoroční učitelské kursy, později přeměněné v první český učitelský ústav. Její sídlo bylo v Panské ulici. V čele této instituce stál Amerling po dvacet let.

### Ernestinum
V roce 1871 manželé Amerlingovi v pronajatém domě v Kateřinské ulici založili ústav pro choromyslné, který podpořily pražské ženy filantropky ze Spolku paní sv. Anny (proto i původní název Ústav idiotů Jednoty paní sv. Anny) v čele s hraběnkou Františkou Desfours Walderode (1819–1879), která pak darovala 20 000 zlatých na koupi Šternberského paláce (na Hradčanech), kam v roce 1872 ústav přesídlil. Františka Desfours Walderode byla první předsedkyní Spolku až do roku 1879. Druhou předsedkyní Spolku paní sv. Anny od r. 1879 až do roku 1901 byla kněžna Ernestina Auerspergová (1822–1908), na jejíž počest byl pak ústav nazván Ernestinum. Ředitelem a tvůrcem koncepce tohoto ústavu pro slabomyslné děti, prvního svého druhu v Rakousku-Uhersku a jednoho z prvních v Evropě, byl Karel Amerling. Po něm vedla ústav jeho vdova Svatava a pak synovec Čeněk Amerling.

## Rodina
Amerlingovou nenaplněnou láskou byla údajně Bohuslava Rajská. Oženil se se Svatavou Františkou Michalovičovou z Plzně (1817–1887).
Karel Slavoj Amerling byl v souladu se svým dlouholetým přáním pohřben ve starobylé Budči.

## Tvorba
Amerling publikoval mnoho knih o přírodních vědách, které byly zaměřeny hlavně na prostší venkovské obyvatelstvo. V knize Promyslný posel seznamuje obyvatele fiktivní vesnice s technologickými poznatky té doby, zmiňuje se o hnojení, daguerrotypiích (prvních fotografiích) a chemickém průmyslu. Kniha má kolem 500 stran. V další, 120stránkové části knihy obeznamuje se základem analytické chemie jak se suchými, tak mokrými procesy.

## Dílo
- Slovanka. Sbírka národních pověstí. Květomluva, 1833
- Knížka o hmyzech, neboliž, Naučné vypravování o motýlcích, včelách, chroustech, komářích a jiných, 1836
- Naučení pro lid obecný o domácích jedech a kazijedech, 1841
- O jedovatých rostlinách v Čechách, na Moravě, v Slesku a na Slovensku rostoucích, 1846
- Jedovaté rostliny v Čechách, na Moravě, v Slesku a na Slovensku. Naučení pro lid obecný a zvláště pro školní mládež, 1850
- Krátký popis hornictví s udáním staročeských, dobrých hornických významů, 1850
- Přírodněna česká, popsání všech hornin, kamů, rostlin a živočichů, českou zem obývajících. K užívání všem učitelům národních škol při sestavování přírodoven a na vycházkách, 1851
- Orbis pictus, 1852
- Fauna čili zvířena česká, 1852 dostupne online na Bohemian Library
- Třicet dílen řemeslnických, 1857
- Dvanáct měsíců v obrazích, 1859
- Biologisch-harmonisches Natursystem, 1864
- Budečské jesličky, 1867
- Gesammelte Aufsätze aus dem Gebiete Naturökonomie und Physiokratie, 1868
- Budoucnost ovocnictví a ovocnářství českého, 1871
- Orientierungs-Lehre oder Diasophie, 1874
- Esentialní, čili podstatné o vychování, 1875
- Der Gott des Christentums als Gegenstand streng wissenschaftlicher Forschung, 1880
- Die Idiotenanstalt des Sct. Anna-Frauen-Vereines in Prag nach ihrem zwölfjährigen Bestande vom J. 1871–1883, 1883; česky poprvé jako Ernestinum: Ústav idiotů Jednoty paní sv. Anny v Praze: stav po 12 letech trvání (1871–1883) (1998, PedF UK, přel. Jana Kepartová)
- Průmysl v Čechách, 1851 dostupné online na Bohemian Library
- Rostliny v obrazcích k názornému vyučování, 1853 dostupné online na Bohemian Library